# Sotteville-lès-Rouen
Sotteville-lès-Rouen is een gemeente in het Franse departement Seine-Maritime (regio Normandië). De plaats maakt deel uit van het arrondissement Rouen. Sotteville-lès-Rouen telde op 1 januari 2022 29.039 inwoners. De gemeente ligt in de stedelijke agglomeratie van Rouen.

## Geschiedenis
De oudste kern van de gemeente ontwikkelde zich langs de weg van Rouen naar Parijs (rue de Paris), rond de église Notre Dame de l’Assomption. Aan het begin van de 19e deed de industrie haar intrede in deze landbouwgemeente. Er kwamen textielfabrieken waaronder de fabriek van Bertel et Prévost-Grenier (gevestigd in het voormalige kapucijnenklooster uit 1597). In 1843 werd de spoorweg aangelegd (de lijn Rouen-Parijs) en de werkplaatsen van de spoorweg werden een grote werkgever. De bevolking  groeide heel sterk (van 4000 in 1840 naar 12000 in 1870) en Sotteville werd een echte arbeidersgemeente. In 1841 kreeg de gemeente een nieuw gemeentehuis en in 1867 werd de oude kerk vervangen.
Het rangeerstation was een doelwit voor bombardementen tijdens de Tweede Wereldoorlog. Het ergste bombardement vond plaats in de nacht van 18 op 19 april 1944: een groot deel van de gemeente werd vernield, waaronder het gemeentehuis en de kerktoren, en 561 mensen verloren het leven. Na de bevrijding begon de wederopbouw van de gemeente, waarvan twee derde van de gebouwen was beschadigd. Er werd veel gewerkt met hoogbouw. In 1994 werd de gemeente aangesloten op de tram van Rouen.

## Geografie
De oppervlakte van Sotteville-lès-Rouen bedroeg op 1 januari 2022 7,44 vierkante kilometer; de bevolkingsdichtheid was toen 3.903,1 inwoners per km².
De onderstaande kaart toont de ligging van Sotteville-lès-Rouen met de belangrijkste infrastructuur en aangrenzende gemeenten.

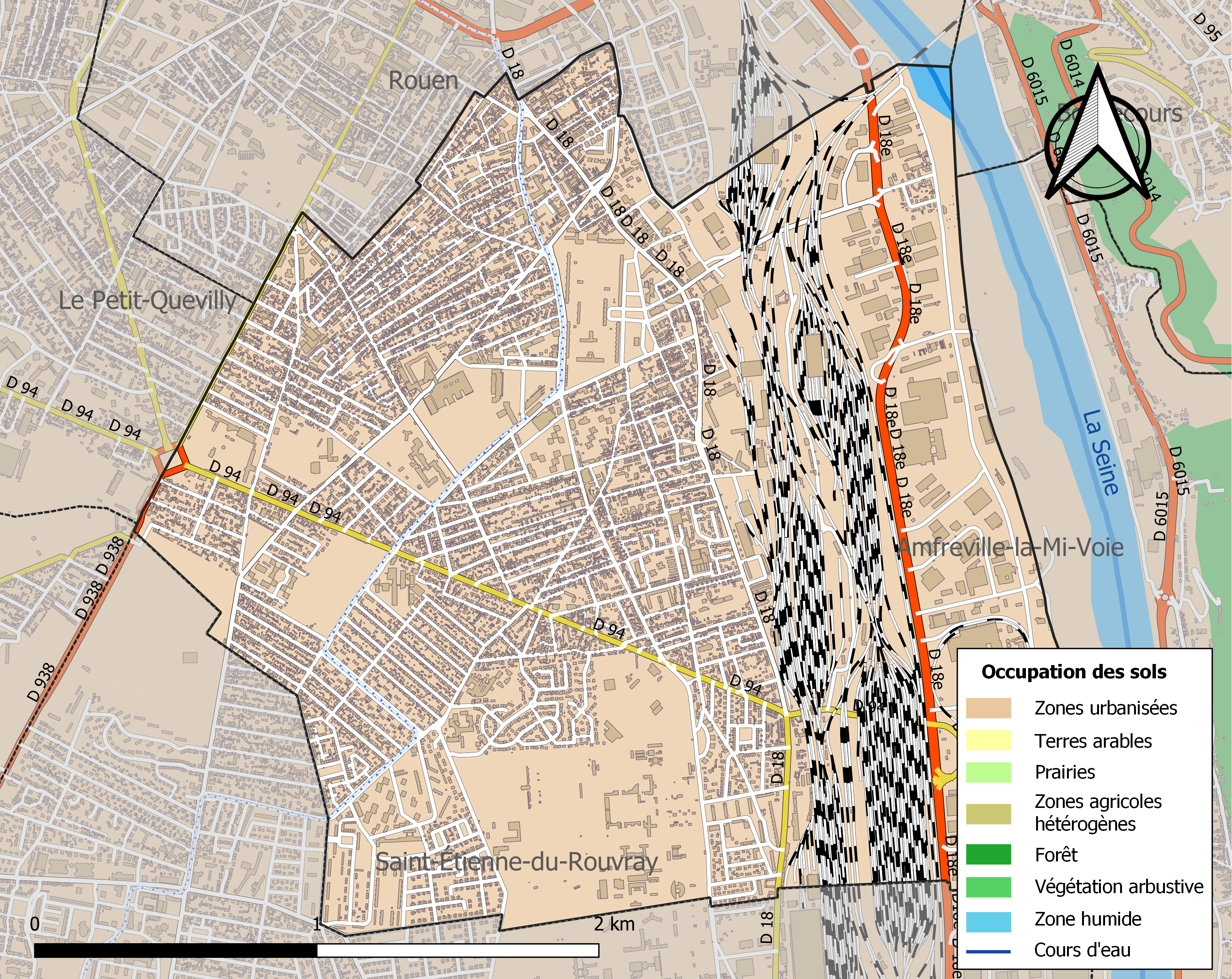

## Verkeer en vervoer
In de gemeente ligt spoorwegstation Sotteville.
De gemeente is aangesloten op de tram van Rouen.

## Demografie
Onderstaande figuur toont het verloop van het inwonertal (bron: INSEE-tellingen).